# 美保関灯台
美保関灯台（みほのせきとうだい）は、山陰最古の石造灯台。1898年（明治31年）、島根半島の東端 地蔵崎の馬着山に、フランス人の指導により建設された。国の重要文化財に指定されている。

## 概要
「世界灯台100選」および「日本の灯台50選」に選ばれている。その歴史的文化財的価値が高さから、Aランクの保存灯台に指定され、灯台として初の登録有形文化財に登録された。毎年7月の第3月曜日の海の日には灯台内部が一般公開される。
敷地内には美保関地ノ御前島照射灯（航路標識番号 0849）が併設されている。また、沖合約4 kmに浮かぶ沖ノ御前島には沖ノ御前島灯台（航路標識番号 0850）が設置されている。
灯台横の官舎（旧吏員退息所）の建物は現在、美保関灯台ビュッフェ（レストラン）に改装され活用されている。
1930年に与謝野鉄幹・晶子夫妻が地蔵埼を訪れており、夫妻が残した歌が灯台施設前の石碑に記されている。

## 歴史
- 1898年（明治31年）11月8日 - フランス人技師による設計、美保関町片江の石工であった寺本常太郎の施工により第1等灯台 地蔵崎灯台として初点灯[2][3][4][5]。光度は6万7,500カンデラ。
- 1922年（大正11年） - 光源が電化される。
- 1935年（昭和10年） - 地蔵崎の名称が全国的に多いことから、美保関燈台に改名[2][4]。
- 1954年（昭和29年） - 第1等レンズを変更して、LB-90型灯器になる。
- 1962年（昭和37年） - 無人化[2]。
- 1993年（平成5年） - 最新設備に改良し、メタルハライド電球を使用するLB-M60型灯器となる[5]。
- 1998年（平成10年） - 国際航路標識協会 (IALA) により、「世界各国の歴史的に特に重要な灯台100選（世界灯台100選）」に選ばれた[1][4]。
- 2007年（平成19年） - 灯台としては初めて国の登録有形文化財に登録された（石塀、主屋、倉庫、トイレ含む）[6][7]。
- 2009年（平成21年）2月6日 - 近代化産業遺産に認定される。
- 2022年（令和4年）2月9日 - 出雲日御碕灯台・江埼灯台とともに国の重要文化財に指定[8]。

## ギャラリー

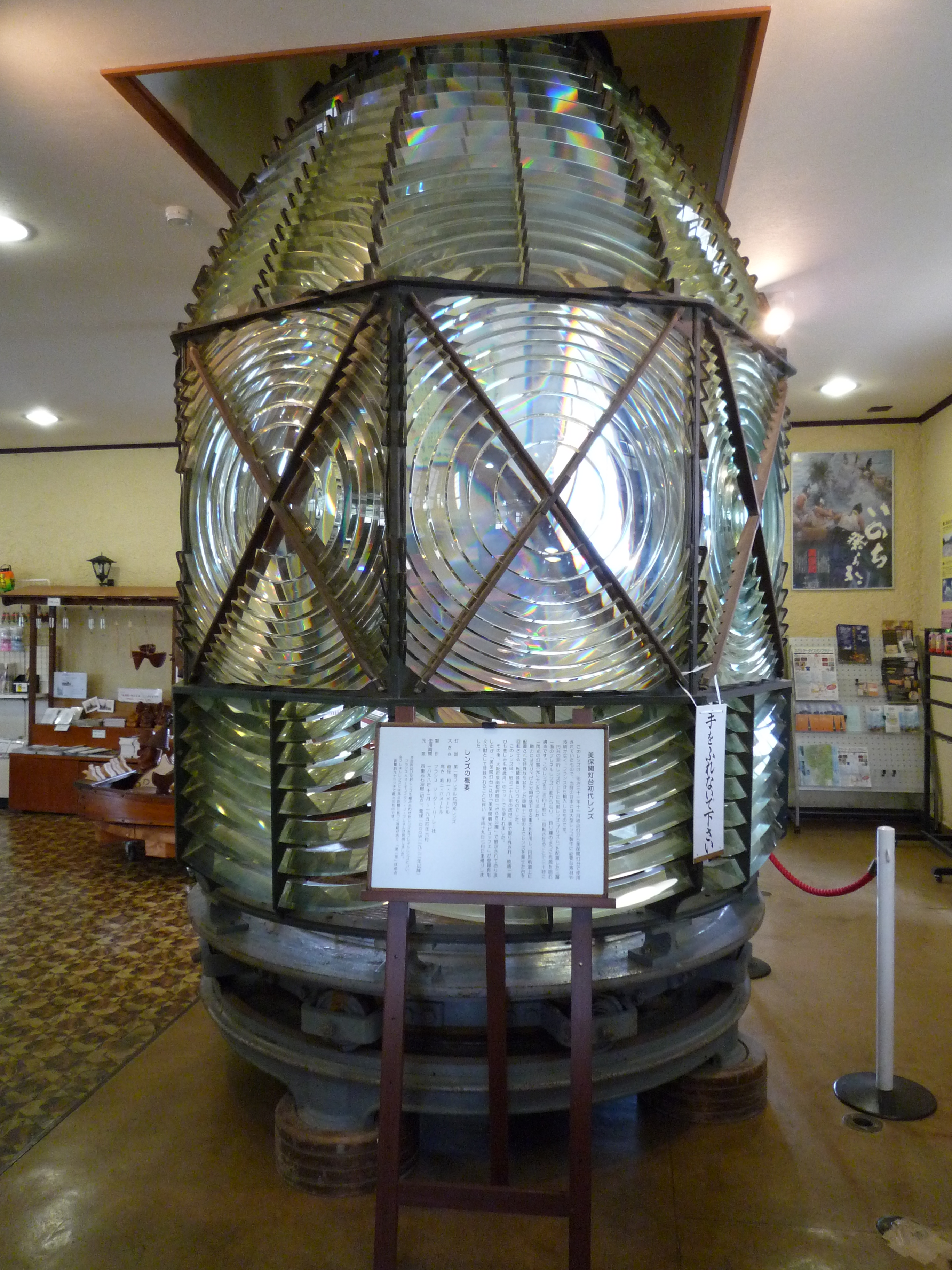
灯台設置当時から使用されていた第一等フレネル式閃光レンズ
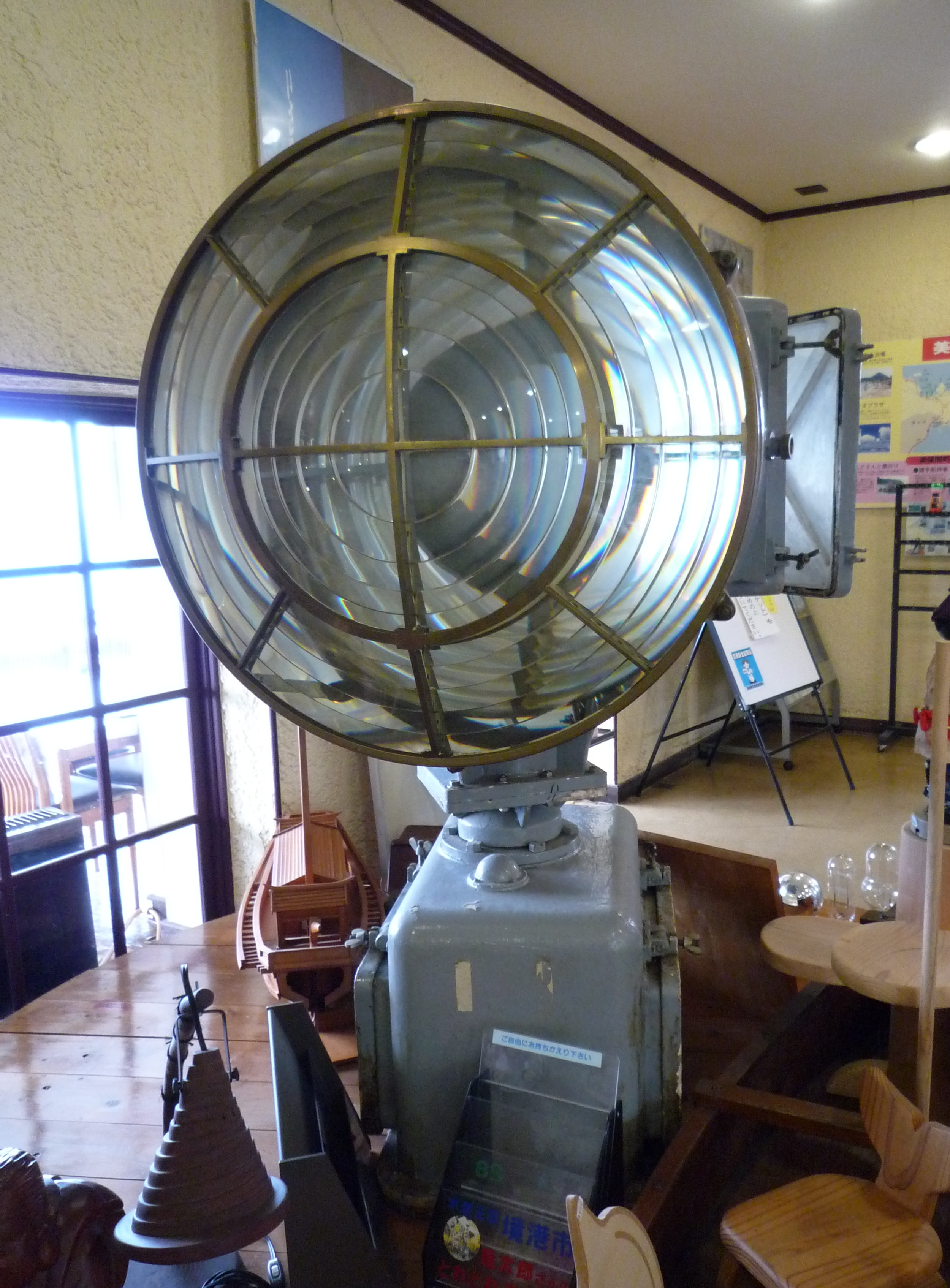
LB90型灯器
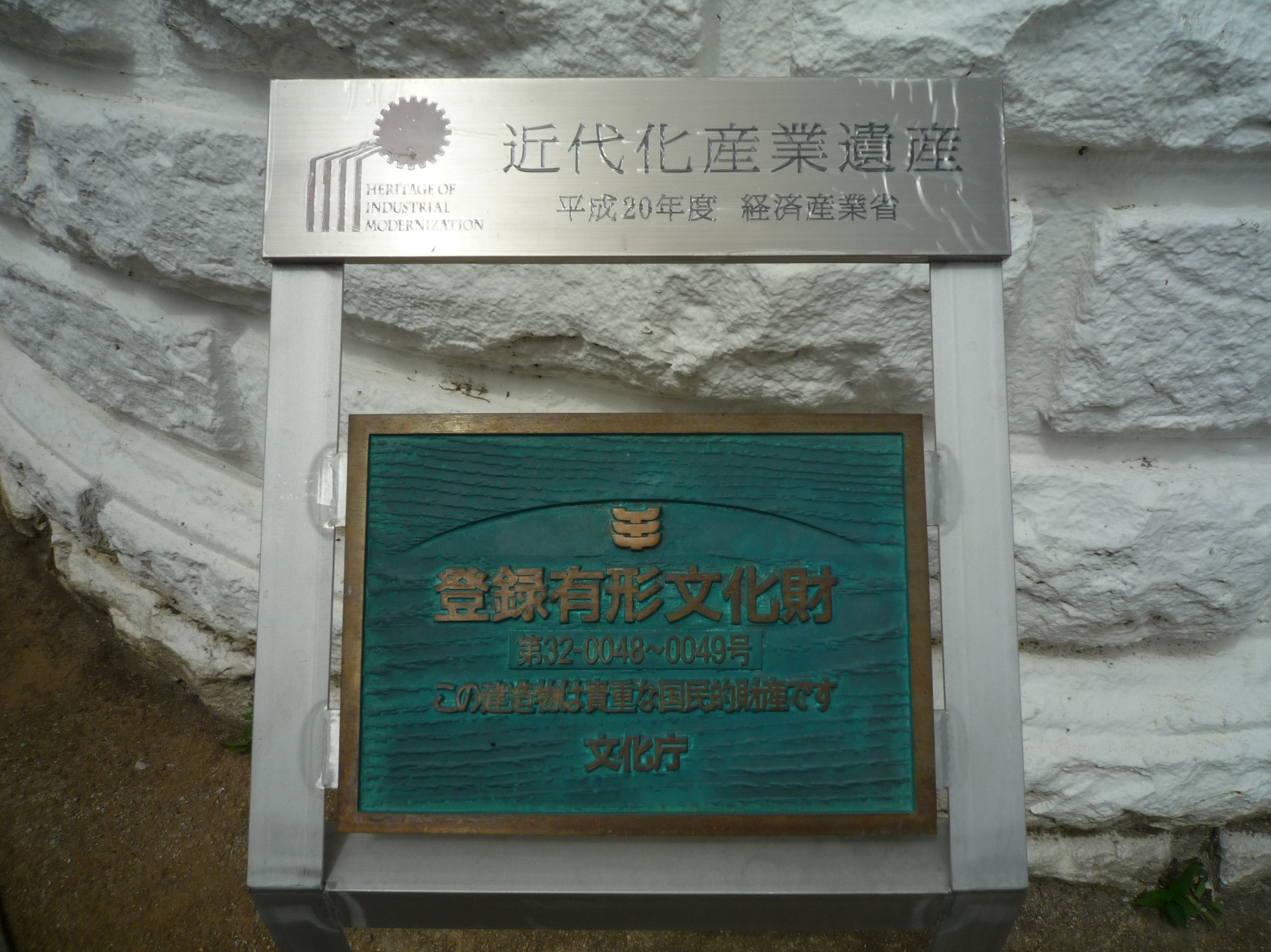
登録有形文化財、近代化産業遺産であることを表すプレート
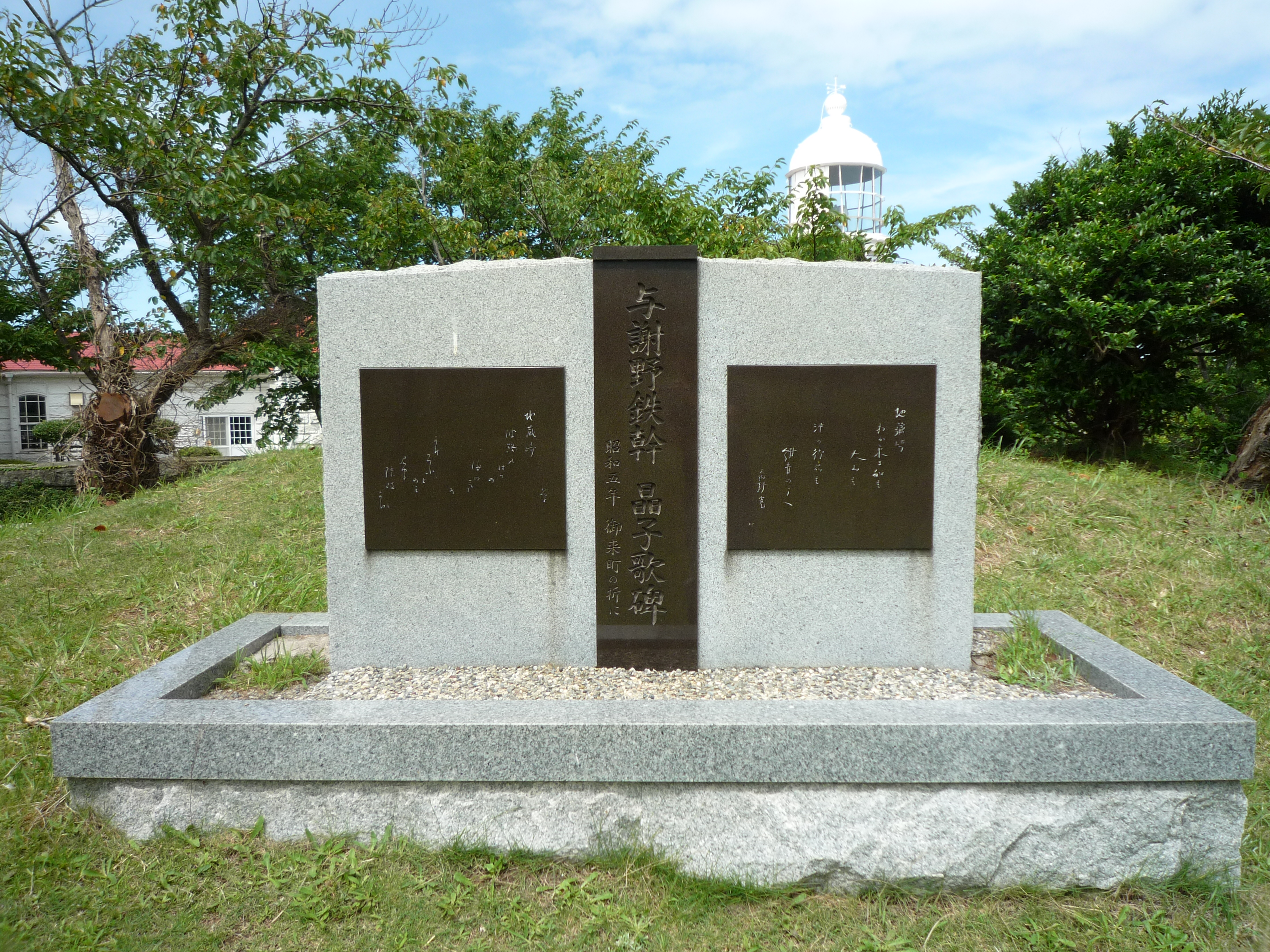
与謝野鉄幹、晶子夫妻の歌碑
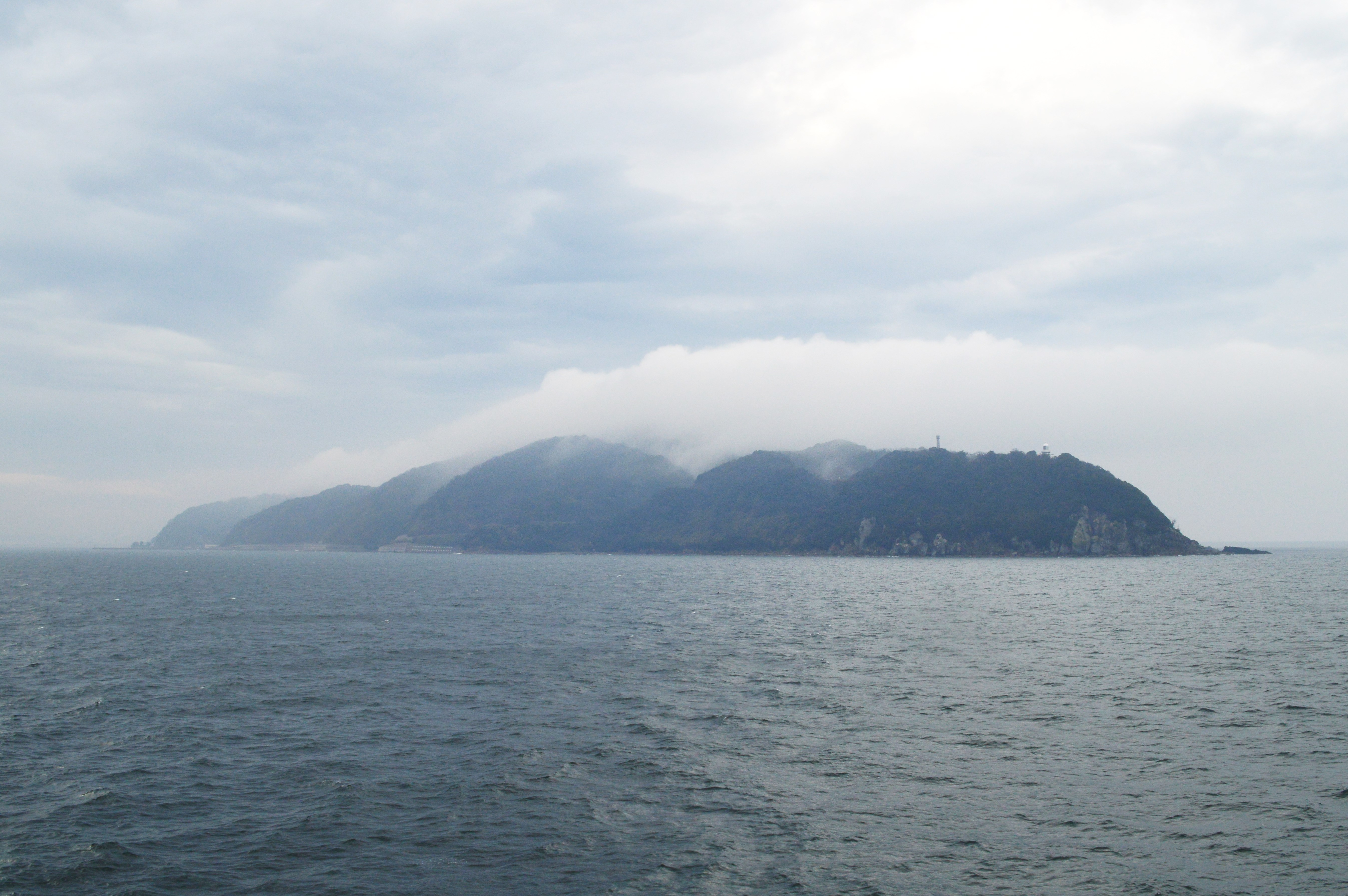
沖から望む島根半島東端と美保関灯台（右端）
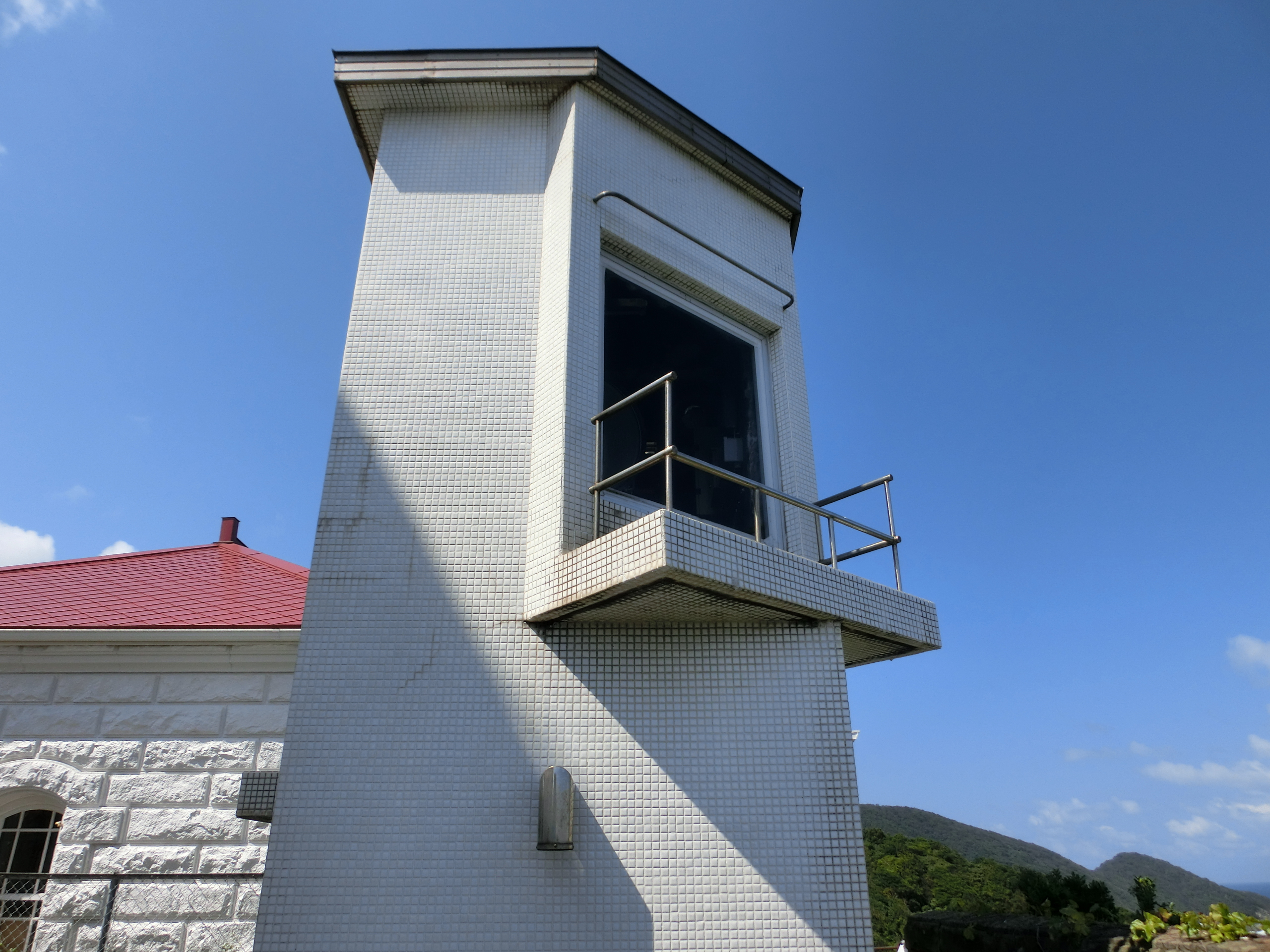
美保関地ノ御前島照射灯
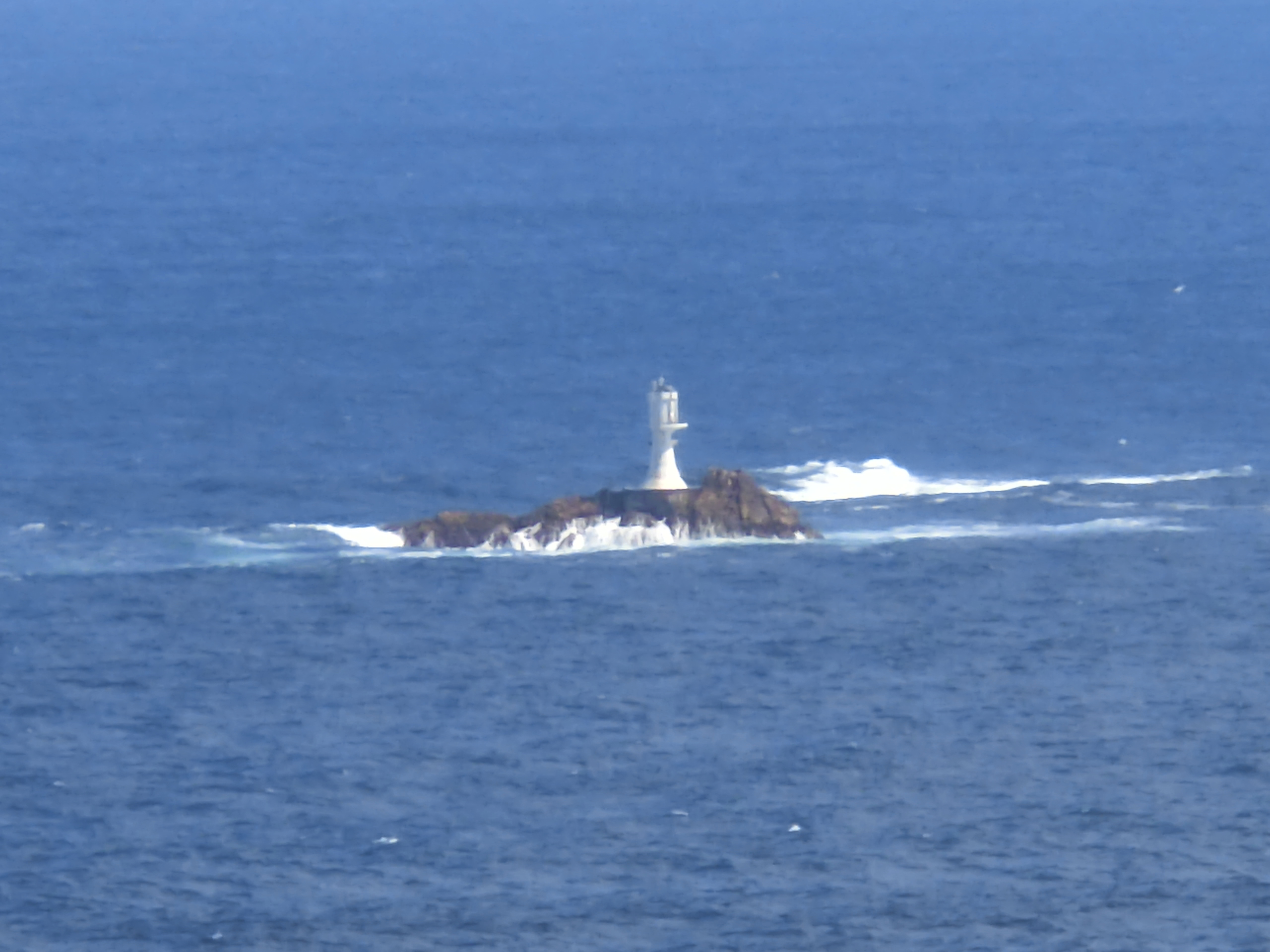
沖ノ御前島灯台

## アクセス
- JR山陰本線松江駅から一畑バス（美保関ターミナル行き）で40分、美保関ターミナル下車、美保関コミュニティバス乗り換え（美保関線）40分、美保神社入口下車、タクシーで約5分

### 註釈
1. ↑  2013年10月11日付で灯標から灯台に変更